# ゼロの者
ゼロの者（ぜろのもの、1974年 - ）は、日本の漫画家・イラストレーター。岡山県出身の男性。代々木アニメーション学院卒。兵庫県在住。主に成年向け漫画を執筆している。

## 人物・略歴
1996年、「-り狩女魔-」を、雑誌『コミック麗』7月号（光彩書房）に発表して漫画家デビュー。以降、一水社、光彩書房発行の雑誌、アンソロジー等で活躍。2014年現在の主たる作品発表誌は、雑誌『Comicエロ魂』（光彩書房）など。
作風としては女性キャラが服の上からでも乳首や乳輪がみえる「鋼鉄の乳首」が特徴。

## 作品リスト

### 漫画単行本（すべて成年向け）
一水社・いずみコミックスレーベル
- 『お姉ちゃんまにあ』（1997年8月発売、ISBN 4-87076-316-8）
- 『ましゅまろおっぱい』（1998年5月発売、ISBN 4-87076-342-7）
- 『女の子の汁』（1999年2月発売、ISBN 4-87076-375-3）
- 『キモチいい穴』（1999年8月発売、ISBN 4-87076-391-5）
- 『とろける体』（1999年12月発売、ISBN 4-87076-406-7）
- 『恥液のニオイ』（2000年10月発売、ISBN 4-87076-438-5）
- 『全身粘膜少女』（2001年8月発売、ISBN 4-87076-473-3）
- 『イクまで犯してみる？』（2002年8月5日発売、ISBN 4-87076-516-0）
- 『犯りたい気分』（2003年5月15日発売、ISBN 4-87076-533-0）
- 『カラダニキイテ』（2004年4月20日発売、ISBN 4-87076-563-2）
- 『性的な彼女』（2005年5月発売、ISBN 4-87076-602-7）
- 『わすれな』（2006年5月29日発売、ISBN 4-87076-635-3）
  - 『わすれな ハイグレード版』（初回限定愛蔵版、2006年5月29日発売、ISBN 4-87076-636-1）
- 『わすれな 2』（2007年9月15日発売、ISBN 978-4-87076-678-5）
  - 『わすれな 2 ハイグレード版』（初回限定愛蔵版、2007年6月発売、ISBN 978-4-87076-665-5）
- 『絶頂スイッチ』（2008年4月25日発売、ISBN 978-4-87076-705-8）
- 『エロメスのつくり方』（2009年6月17日発売、ISBN 978-4-87076-753-9）
- 『シス☆ブラっ』（2010年5月27日発売、ISBN 978-4-87076-794-2）
- 『シス☆ブラっ2』（2012年2月27日発売、ISBN 978-4-86416-106-0）

MDコミックスNEO
- 『めちゃくちゃ交尾しよっ♡』（2015年4月27日発売[3]、ISBN 978-4-86201-294-4）
- 『メスムスメ』（2020年5月13日発売、ISBN 978-4-86674-617-3）